# Gribomont
Gribomont est un hameau de l’Ardenne belge sis sur la Vierre, dans la vallée de la Semois. Autrefois rattaché à Orgeo il fait aujourd’hui administrativement partie de la commune d’Herbeumont, dans la province de Luxembourg (Région wallonne de Belgique).

## Étymologie
Gribomont aurait comme signification originale ‘Mont de Grimbald’.

## Particularités
- L’industrie ardoisière fut longtemps l’activité économique principale de la région. Gribomont possédait meules et scies sur la Vierre, affluent de la Semois.
- Le hameau possédait une halte sur la ligne de  chemin de fer 163A (aujourd’hui disparue) allant de Bertrix à Muno et la frontière française, ligne construite pour desservir l’industrie ardoisière locale.